# Джарский поход генерала Гулякова
Джарский поход Гулякова — экспедиция русского отряда под командованием генерал-майора Василия Гулякова, предпринятая в январе 1804 года с целью усмирить Джаро-Белоканские общества.

## Предыстория
С конца XVIII века Российская Империя начинает вести активную военную политику в Закавказье. Этот регион должен был служить плацдармом для укрепление русских рубежей. Пользуясь удобным выходом в Закавказье через земли своих единоплеменников, джарцев, аварцы производили опустошительные набеги на грузинскую равнину. В связи с этим русские предприняли попытки «разрушить разбойничье гнездо, постоянно державшее в страхе все Закавказье».

## Первые экспедиции
В 1803 году генерал Гуляков с 3 батальонами пехоты, 2 сотнями казаков и 5 тысячами грузин и казахских азербайджанцев вторгся в Джаро-Белоканские общества, чтобы покорить их. Постоянные союзники вольных обществ, дагестанские горцы, не смогли прийти на помощь из за снежных перевалов. Главный Кавказский хребет в это время года покрыт снегом и непроходим.
Русские войска 9 марта, сломив сопротивление джарцев, вошли в Билкан и сожгли его. За эту победу Гуляков был награждён орденом Анны 1-й степени и орденом Георгия 3-й степени, а два батальона Кабардинского мушкетёрского полка получили от государя по рублю на человека.
Вскоре горцы вновь восстали. Для подавления восстания, осенью 1803 года, Гулякову была поручена новая экспедиция. На помощь горцам из Дагестана пришли войска Алисканди Гоцатлинским и казикумухского Сурхай-хана. Перейдя на правый берег Алазани горцы атаковали позиции русских. После сражения главнокомандующий на Кавказе князь Павел Цицианов писал аварскому нуцалу Султан-Ахмаду:

На сих днях Алисканд, Аварской области принадлежащий и ваш родственник, с Сурхай-ханом и многими ваших владений людьми, перешед Алазань, в Могало атаковал генерала Гулякова в ночи.— Русско-Дагестанские отношения в XVIII — начале XIX в.
В связи с этим Султан-Ахмад был лишен жалованья, которое он получал от государя за верность России:

А потому жалование, всемилостивейшим нашим государем, вам назначенное, я запретил вам отпускать, и его дотоле не получите, пока в присутствии поверенного со стороны моей не накажите, по обычаю вашему, всех людей владения вашего, бывших в сражении сего месяца на Алазани с нашими войсками, и доколе не вышлите виновника всего того Алисканда ко мне для наказания.— Русско-Дагестанские отношения в XVIII — начале XIX в.

## Сражение
15 января 1804 года Гуляков с 19 ротами пехоты, 5 орудиями, казачьим полком и грузинской дружиной прибыл в Джар. Когда передовой отряд, состоявший из артиллерии, казаков и грузинской дружины, поднялся на плато, горцы с флангов начали их обстреливать. Часть горцев бросилась на артиллерию, где находился сам Гуляков. Он погиб одним из первых. Убийство генерала вызвало панику в русских войсках. Завязалось 8-часовое сражение, после чего русские войска бежали с большими потерями. Согласно военной энциклопедии русские потеряли убитыми и ранеными 1 генерала, 20 офицеров и 520 нижних чинов. Численность и потери горского войска неизвестны.
Граф А. Х. Бенкендорф писал в своих мемуарах:

Генерал Гуляков стал одной из их первых жертв. Остатки войск были опрокинуты в пропасть, откуда с огромными потерями были вынуждены отступать в самом большом беспорядке. Графу Воронцову повезло: он удачно упал на груду сброшенных с обрыва лошадей и всадников и, контуженный, все таки сумел бежать.— Бенкендорф А.Х. Мое путешествие в земли полуденной волшебные края
Генерал С. А. Тучков несколько по другому описал сражение. По его словам, горцы вышли на встречу русским войскам и 

по первым выстрелам отступили и скрылись в селение. Генерал Гуляков, ободрившись счастливым успехом, пошел преследовать их в самые улицы. Они составляли столь узкие проходы, что едва четыре человека рядом могут пройти между каменными стенами, окружающими сады. Когда большая часть отряда его вошла в сию теснину, где не только из пушек, но и ружьями не можно было действовать, — лезгины в великом множестве бросились из своих садов с саблями и кинжалами, умертвили генерала и истребили целый батальон. Оставшаяся часть и не вступавшая ещё в улицы едва могла собраться и ретироваться.— Тучков С. А. Записки. 1766-1808

## Последствия
Смерть своего верного друга и подчиненного глубоко огорчила Цицианова. Поражение заставило русское командование на Кавказе осознать, что для покорения Джаро-Белоканских вольных обществ нужны значительные силы. В последующие годы отношения между царской властью и вольными обществами были такими же напряженными.